# Führerschein

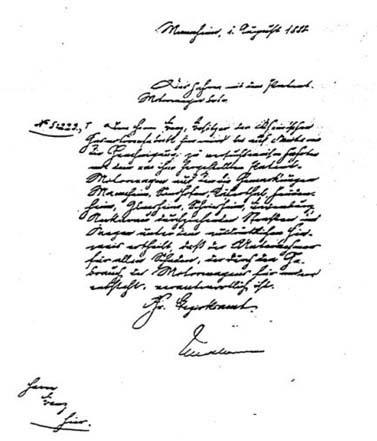
Führerschein, ausgestellt am 1. August 1888 vom Großherzoglich Badischen Bezirksamt Mannheim an den Automobilerfinder Carl Benz

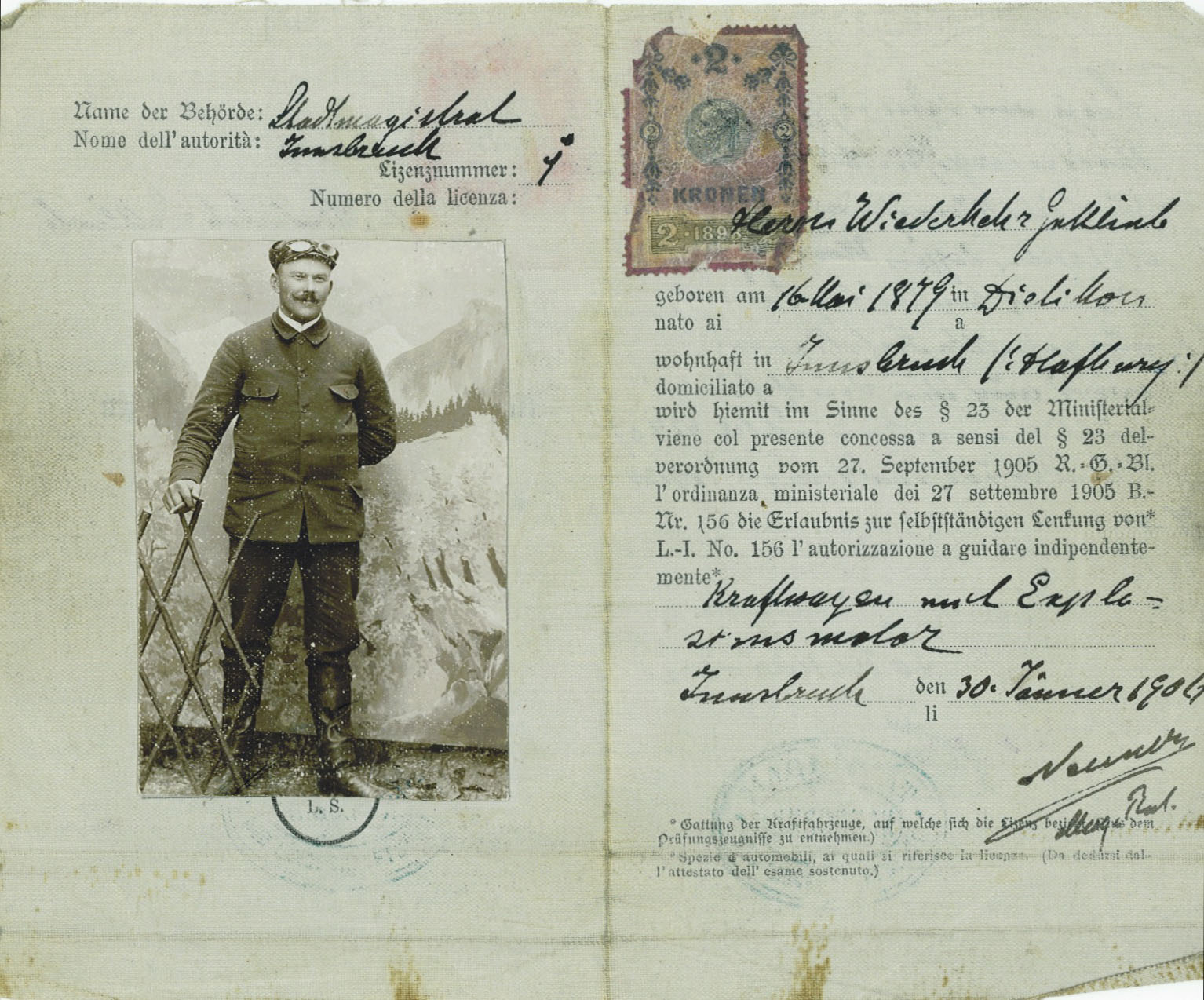
Fahrlizenz Nr. 1 von 1906 für Gottlieb Wiederkehr, den Chauffeur des Herzogs Eugen von Österreich-Teschen, ausgestellt vom Magistrat der Stadt Innsbruck

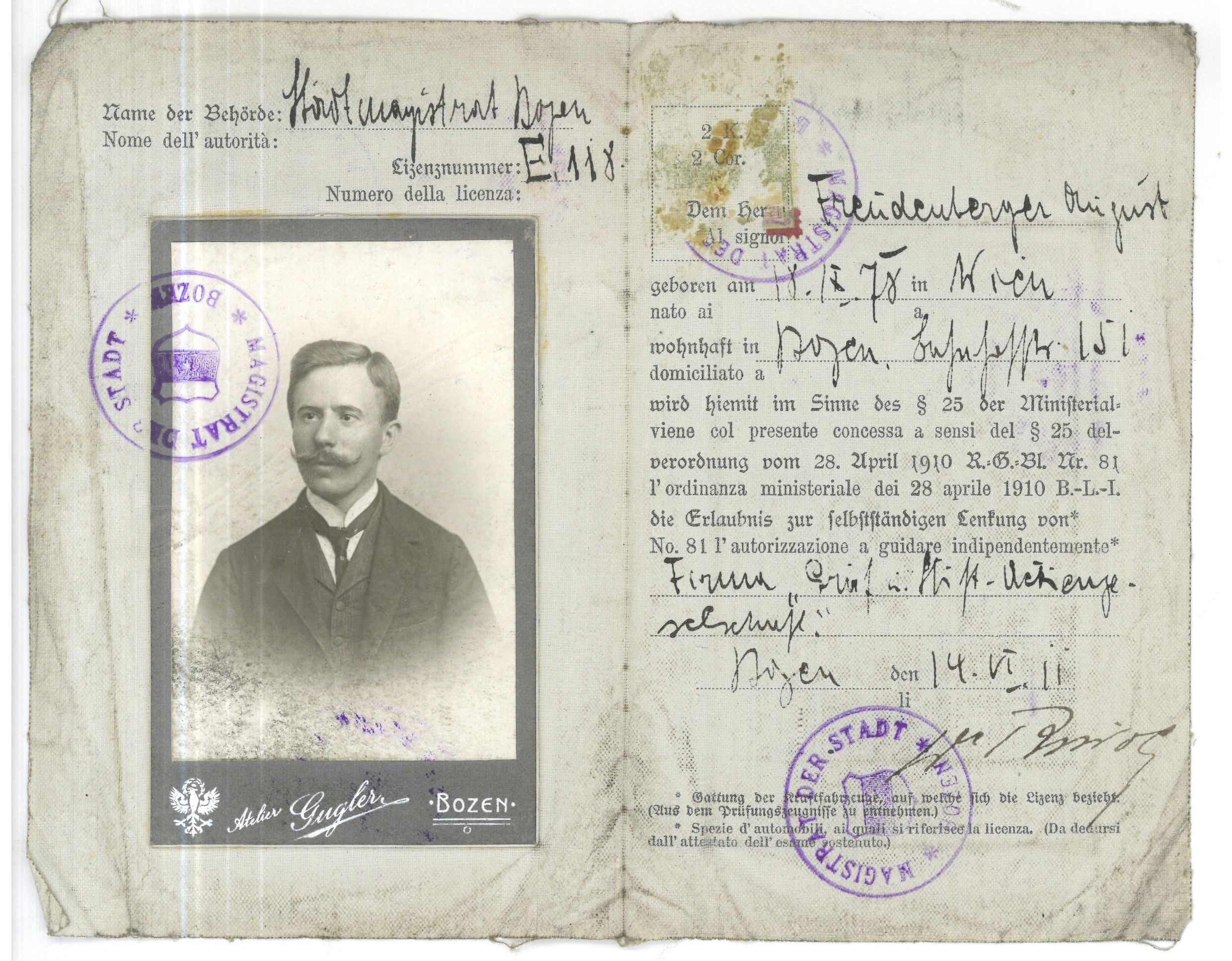
Fahrerlaubnis für August Freudenberger von 1911, ausgestellt vom Magistrat der Stadt Bozen

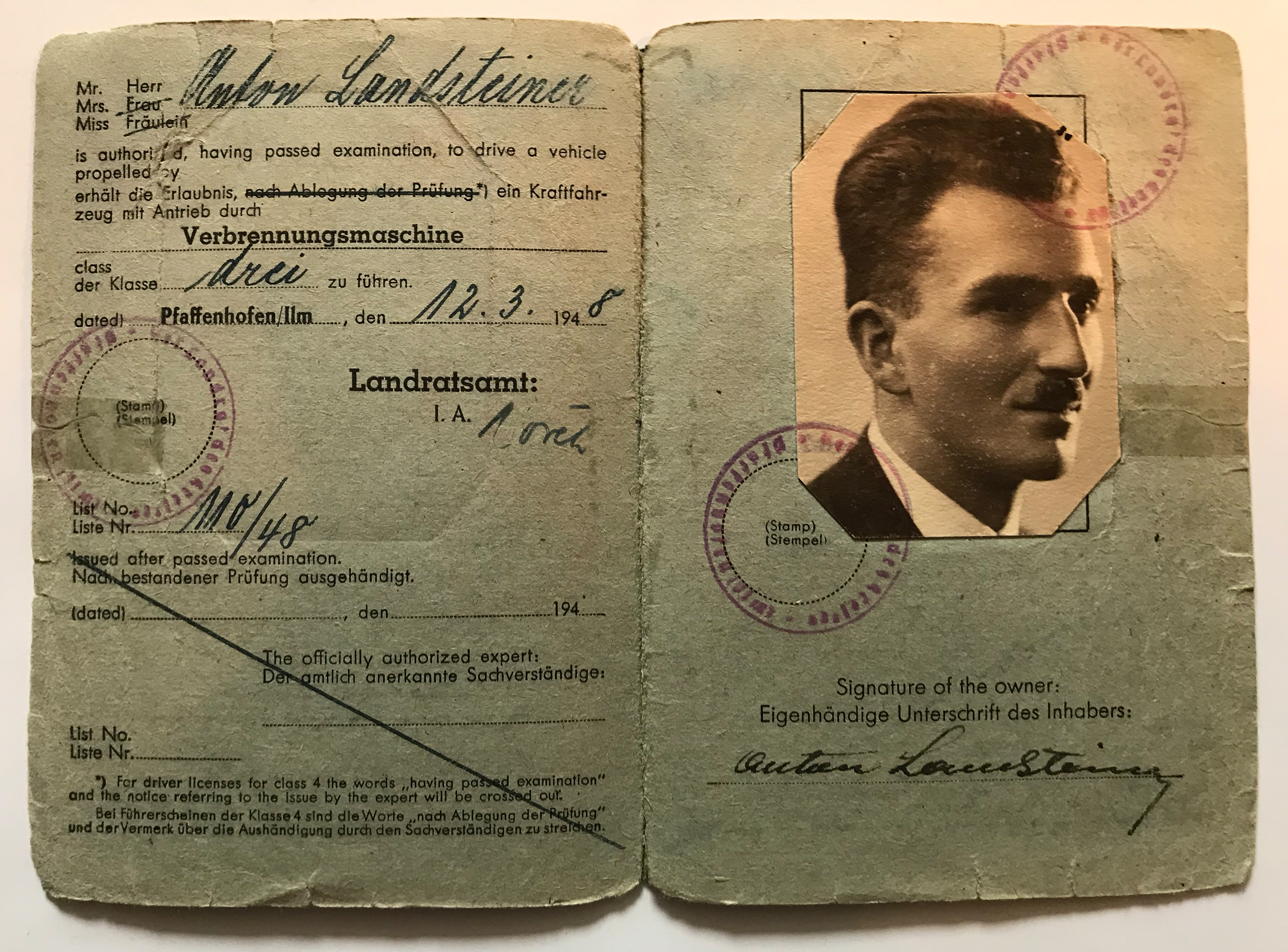
Innenseiten eines Führerscheins (Driver-License) von 1948 (US-Zone in Deutschland)

Ein Führerschein oder ein Führerausweis ist eine amtliche Bescheinigung, die ein Vorhandensein einer Fahrerlaubnis zum Führen bestimmter Fahrzeuge auf öffentlichem Verkehrsgrund belegt.
In Deutschland beinhaltet ein Führerschein Informationen über die Erteilung einer Fahrerlaubnis, in Österreich über die Erteilung einer Lenk[er]berechtigung. In der Schweiz heißt das Dokument Führerausweis; es zeigt die Fahrberechtigung an.
Dagegen ist die Fahrerlaubnis, Lenk(er)berechtigung beziehungsweise Fahrberechtigung ein Verwaltungsakt, das heißt die behördliche Erlaubnis zum Führen von Kraftfahrzeugen (Schweiz: Motorfahrzeugen) auf öffentlichen Straßen, Wegen und Plätzen.
Sie ist an einen bestimmten Fahrzeugtyp gebunden: Wer die Berechtigung für eine Klasse besitzt, hat das Recht, ein Fahrzeug dieses Types zu führen. Es wird durch die zuständige Behörde erteilt und ist an die Fahreignung und den Nachweis der Befähigung in Form einer Fahrprüfung (Schweizer Hochdeutsch: Führerprüfung) geknüpft, in Deutschland nach dem Straßenverkehrsgesetz (StVG) und der Fahrerlaubnis-Verordnung (FeV), in Österreich nach dem Kraftfahrgesetz (KFG) und dem Führerscheingesetz (FSG) und in der Schweiz nach dem Strassenverkehrsgesetz (SVG) und der Verkehrszulassungsverordnung (VZV).

## Allgemeines, Geschichte
Die Geschichte des Führerscheins geht bis zum Ende des 19. Jahrhunderts zurück. Das Konzept einer Fahrerlaubnis – wie auch des Führerscheins – gibt es seit 1888 (Preußen). Gelegentlich wird eine im Juli 1888 auf den Automobilpionier und Dampfmaschinenkonstrukteur Léon Serpollet ausgestellte Erlaubnis der Stadt Paris zum Fahren auf deren öffentlichen Straßen als erster Führerschein der Welt bezeichnet. Eine behördliche Prüfung gab es erstmals in Wien im Jahr 1901 (vgl. VdTÜV-Ausstellung Führerscheine in Europa). In der DDR wurde der Führerschein zeitweise auch als Fahrerlaubnis bezeichnet.
2024 hat der ADAC durch eine Umfrage ermittelt, dass ein PKW-Führerschein in Deutschland bis zu 4.400 Euro kosten kann. Im Frühjahr 2025 wurde bekannt, dass 2024 45 % der Fahrschüler die theoretische Prüfung und ein Drittel die praktische Prüfung nicht bestanden haben und oft auch noch im zweiten Versuch scheiterten.

## Regelungen in verschiedenen Ländern
- EU/EWR: Führerschein (EU-Recht)
  - Besondere Regelungen in Deutschland siehe: Führerschein und Fahrerlaubnis (Deutschland)
  - Besondere Regelungen in Österreich siehe: Führerschein und Lenkberechtigung (Österreich)
- Schweiz: Führerausweis und Fahrberechtigung (Schweiz)
- USA: Führerschein (Vereinigte Staaten)

## Mindestalter für den Auto-Führerschein
International oft verglichen wird das Mindestalter für die Fahrerlaubnis für Personenkraftwagen, den sogenannten Autoführerschein bzw. Personenkraftwagen-Führerschein.
In den meisten Ländern der Welt ist das unbegleitete, uneingeschränkte Fahren eines Autos ab 18 Jahren möglich. In einigen Ländern bestehen Regelungen für eingeschränkte Führerscheine, vor allem für das Fahren in Begleitung eines unter 18-jährigen Führerscheininhabers, je nach Staat zum Teil auch unter Ausschluss von Nachtfahrten. In 23 Bundesstaaten der USA ist das uneingeschränkte Fahren mit einem Auto mit 16 Jahren möglich, und in drei Bundesstaaten mit Einschränkungen ab 15 Jahren.
Ähnlich niedrig, jedoch mit Auflagen für den Fahrer verbunden, ist das Führerschein-Einstiegsalter in den anderen klassischen Einwanderungsländern Kanada, Australien und Neuseeland.

## Fahren ohne Führerschein
Beim Lenken eines Fahrzeugs auf öffentlichen Straßen ist in der Regel der dafür erforderliche Führerschein mitzuführen, das Nicht-Mitführen des Führerscheins ist in vielen Ländern ein Verstoß gegen geltendes Recht. Zusätzliche Befähigungsnachweise können im Bedarfsfall für Fahrten des Militärs, im Rettungstransportwesen, für Gefahrgut- oder Schwertransporte, im Taxi- oder Mietwagengewerbe benötigt werden.

## Fahren ohne Fahrerlaubnis
Ein Nicht-Besitzen kann darauf beruhen, nie die entsprechenden Prüfungen bestanden oder einen Entzug bekommen zu haben. Führerscheine können wegen Verkehrs- oder auch anderen Delikten entzogen werden, wegen starker Alkoholisierung auch unmittelbar abgenommen und nach Ausnüchterung auch wieder ausgehändigt werden.
Wer ein Fahrzeug lenkt, ohne dazu berechtigt zu sein (dies gilt nicht, wenn der Führerschein lediglich nicht mitgeführt wird oder verloren gegangen ist), kann gegen Versicherungsbestimmungen verstoßen, weshalb die Versicherung ihre Haftpflicht-Leistung vom Lenker zurückfordern bzw. bei einer Kaskoversicherung leistungsfrei bleiben kann.
In vielen Staaten ist der Besitz eines Führerscheins nicht Voraussetzung für die Zulassung eines Kraftfahrzeugs auf den Namen des Inhabers. Das Fahrzeug muss dann von einer anderen Person gelenkt werden.
→ Zur Situation in Deutschland siehe: Führerschein und Fahrerlaubnis (Deutschland)#Fahren ohne Fahrerlaubnis und Fahren ohne Fahrerlaubnis

## Entziehung der Fahrerlaubnis
Die Entziehung kann unmittelbar zum Verlust der Fahrerlaubnis im jeweiligen Ausstellungsland führen. Weitere Folgen können der sofortige Verlust des Arbeitsplatzes sein, wenn der Führerschein für die Ausübung der Arbeit erforderlich war. In vielen Ländern kann der Betroffene vom Bezug von Arbeitslosenunterstützung ausgeschlossen werden, da die Arbeitslosigkeit als selbstverschuldet gilt, wenn sie durch ein Verkehrsdelikt verursacht wurde.
→ Zur Situation in der Schweiz siehe: Führerausweis und Fahrberechtigung (Schweiz)#Entzug des Führerausweises
Abzugrenzen ist die Entziehung des Fahrerlaubnis von der Einziehung des Führerscheins.

## Internationaler Führerschein
Der Internationale Führerschein (auch: Zwischenstaatlicher Führerschein) ist ein zeitlich befristetes und weltweit gültiges Zusatzdokument zum nationalen Führerschein, es wird allerdings nur noch relativ selten benötigt. Das Dokument enthält alle Daten des normalen Führerscheins in verschiedenen Sprachen und ist nur in Kombination mit diesem gültig.